# Hugo Helsten
Hugo Alexander Helsten (Frederikshavn, Nordjylland, 15 de setembre de 1894 – Esbjerg, Syddanmark, 25 de maig de 1978) va ser un gimnasta artístic danès que va competir a començaments del segle xx.
El 1920 va prendre part en els Jocs Olímpics d'Anvers, on va guanyar la medalla d'or en el concurs per equips, sistema lliure del programa de gimnàstica.